# Sympterygia bonapartii
Sympterygia bonapartii és una espècie de peix de la família dels raids i de l'ordre dels raïformes.

## Morfologia
- Els mascles poden assolir 63 cm de longitud total.[2][3]

## Reproducció
És ovípar i les femelles ponen càpsules d'ous, les quals presenten com unes banyes a la closca.

## Hàbitat
És un peix marí, de clima temperat (32°S-44°S) i demersal que viu fins als 150 m de fondària.

## Distribució geogràfica
Es troba a l'oceà Atlàntic sud-occidental (des de Rio Grande do Sul -el Brasil- fins a Rawson -l'Argentina-) i el Pacífic sud-oriental (Xile).

## Observacions
És inofensiu per als humans.